# MU-30

## Généralité
L'autoroute MU-30 est une rocade autoroutière urbaine dont certaines sections sont encore en projet qui doit encercler l'agglomération de Murcie.
Elle reliera tout le sud-ouest de l'agglomération de l'ouest au sud-ouest en reliant la A-7 à l'A-30 entre Alcantarilla et El Palmar.
Elle dessert toutes les communes à l'ouest de la ville et elle permet de décharger le tronc commun de l'A-7 et l'A-30 au nord de Murcie en venant de Caravaca de la Cruz ou Almeria à destination du sud de l'agglomération saturée au heure de pointe.

## Autovia del Regueron
La Région de Murcie prévoit pour l'amélioration de la desserte de sa capitale de compléter la rocade sud en la prolongeant jusqu'à Santomera au niveau du nœud autoroutier A-7/Autoroute Santomera - San Javier/AP-37.
Cette section permettra de desservir le sud de Murcie et de relier la rocade à l'autoroute alternative entre l'agglomération et Alicante : l'AP-37

## Rocade Est
Elle va desservir toutes les communes à l'est de la ville et elle va permettre de décharger le tronc commun de l'A-7 et l'A-30 au nord de Murcie en venant d'Alicante saturée au heure de pointe car elle reçoit le flux venant de Madrid et le flux venant du Levant espagnol. Elle sera destinée au véhicules à destination de la Costa Calida dans la zone de San Javier sans passer par Murcie.

## Rocade Nord
L'Arc Nord appelée aussi Arco Norte est une autovia orbital en projet entre Cabezo de Torres et Javali Nuevo.
Elle est destinée à contourner l'agglomération de Murcie par le nord.

En effet, elle va permettre de desservir toute la zone nord de la métropole afin de la contourner d'est en ouest en desservant les communes aux alentours.

On pourra relier à terme Alicante à Almérie en contournant l'agglomération de Murcie par le nord. 

Elle va permettre de décharger le tronc commun de l'A-7 et l'A-30 au nord de Murcie en venant d'Alicante saturée au heure de pointe car elle reçoit le flux venant de Madrid et le flux venant du Levant espagnol. Elle sera destinée au véhicules de transit qui ne sont pas à destinations de Murcie
Elle sera au norme autoroutière avec au minimum 2x2 voies séparée par un terre plein central et elle sera surnommer Arco Norte.

## Tracé

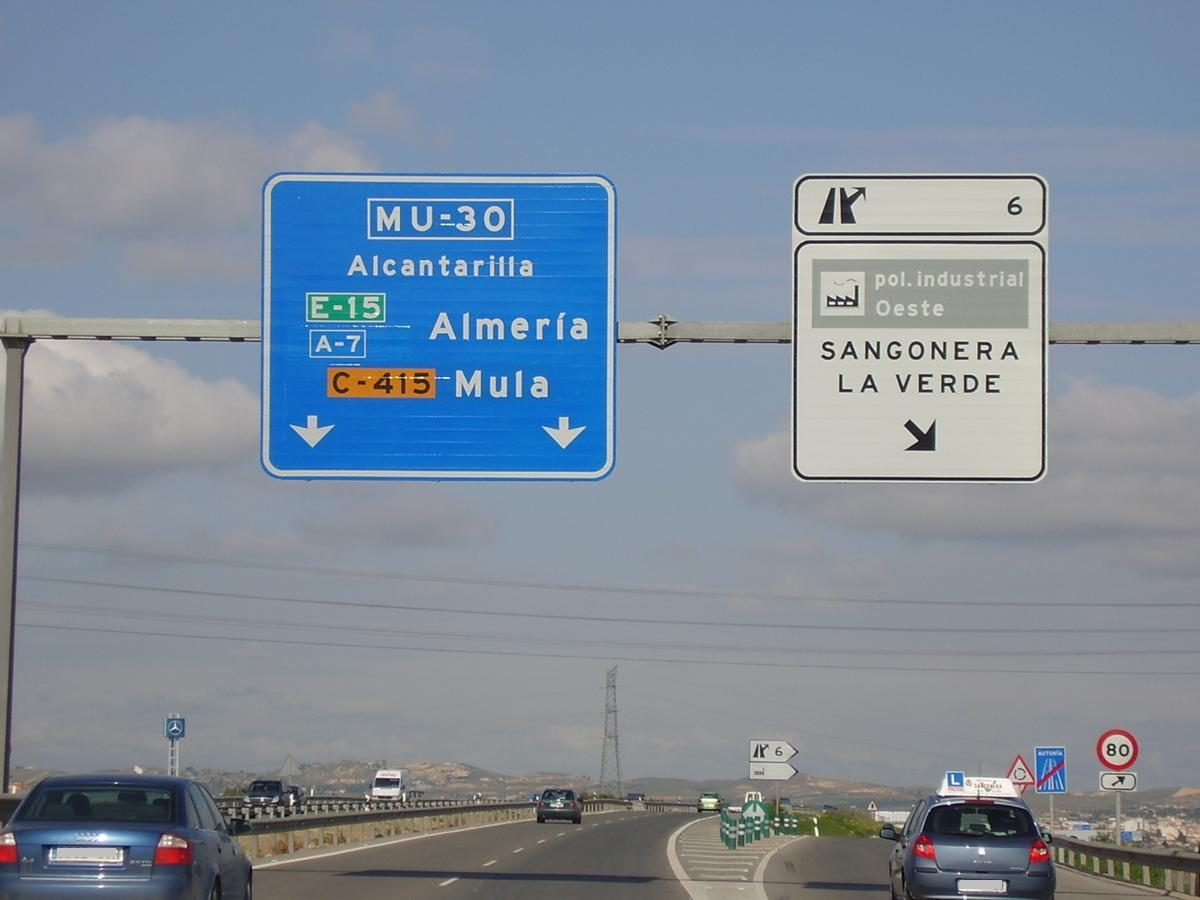
La MU-30 à proximité de Sangonera à l'ouest de Murcie

Tronçon en service : Alcantarilla A-7/C-415 - El Palmar A-30
- Elle débute au nord-ouest d'Alcantarilla où elle prolonge l'autovia C-415 (Murcie - Caravaca de la Cruz) au niveau du croisement avec l'A-7.
- Elle longe la zone industrielle Oeste et le Centro Integrado de Transporte de Murcia Sangonera La Verde
- Au nord-ouest d'El Palmar va se détacher la future MU-31 pour relier directement l'A-30 pour le sud.
- Elle se termine en se connectant à l'A-30 au nord d'El Palmar.

Tronçon en projet : El Palmar A-30 - Alquerias (A-7/Autoroute Santomera - San Javier/AP-37) Autovia del Regueron
- Elle va prolonger la MU-30 à El Palmar pour ensuite desservir la zone sud de la ville.
- Elle va croiser par un échangeur complet l'autoroute Santomera - San Javier et l'AP-37 pour ensuite desservir la zone est de Murcie.
- Elle va ensuite prolonger la future autoroute qui reliera Yecla (A-33) et Santomera (A-7).

## Sorties
| Sorties | Villes                                                                              |           |
| ------- | ----------------------------------------------------------------------------------- | --------- |
|         | Mula - Caravaca de la Cruz Almeria - Lorca - Grenade Murcie Nord - Elche - Alicante | C-415 A-7 |
| 02      | Alcantarilla Nord - Alcantarilla-Avenida de Fernando III El Santo                   |           |
| 03      | Alcantarilla Est - Alcantarilla-Avenida de Principe                                 | C-1       |
|         | Tunnel                                                                              |           |
| 04      | Zone Industrielle Ouest                                                             |           |
| 05      | Zone Industrielle Ouest - Centre de Transport de Murcie Sangonera La Verde          |           |
|         | Carthagène A-30                                                                     | MU-31     |
| 07      | El Palmar                                                                           |           |
|         | Carthagène Murcie Sud Regueron - Alquerias Alicante AP-37                           | A-30      |

## Référence
- Nomenclature